# ألفان غراهام كلارك
ألفان غراهام كلارك (بالإنجليزية: Alvan Graham Clark )‏ (و. 1832 – 1897 م) هو عالم فلك من الولايات المتحدة الأمريكية . ولد في فول ريفر . وكان عضواً في الأكاديمية الأمريكية للفنون والعلوم .
توفي في كامبريدج، ماساتشوستس، عن عمر يناهز 65 عاماً.